# 1994 PL12
1994 PL12 är en asteroid i asteroidbältet som upptäcktes den 10 augusti 1994 av den belgiska astronomen Eric Walter Elst vid La Silla-observatoriet i Chile.
Den tillhör asteroidgruppen Nysa.